# Jaime Gómez (Fußballspieler)
Jaime David Gómez Munguía (* 29. Dezember 1929 in Manzanillo, Colima; † 4. Mai 2008 in Guadalajara, Jalisco) war ein mexikanischer Fußballtorwart, der von 1949 bis 1964 für Chivas Guadalajara spielte und Teil jener legendären Mannschaft war, die in den neun Jahren zwischen 1957 und 1965 siebenmal Meister wurde und den Beinamen „Campeonísimo“ erhielt. Bekannt war er auch unter seinem Spitznamen „el Tubo“ (das Rohr).

## Leben
„Tubo“ Gómez begann seine Fußballerlaufbahn im Nachwuchsbereich des Colegio „Luis Silva“ als Stürmer und wechselte erst später ins Tor.
Nicht nur wegen seiner fast 300 Spiele für Guadalajara, davon 123 ohne Unterbrechung zwischen 1949 und 1956, gilt Gómez als ein besonderes Symbol des Club Deportivo Guadalajara, sondern insbesondere wegen seiner großen Liebe zum Verein und der Identifikation mit dessen Philosophie, nur einheimische Spieler unter Vertrag zu nehmen. Beispielhaft hierfür sind seine folgenden Aussagen:
„Ein Chiva zu sein bedeutet, stolz auf dieses Land zu sein und Teil eines gesellschaftlichen Phänomens zu sein, das seinen Ursprung in der Arbeiterschaft und in der Arbeit schlechthin hat. Ich bin stolz, Teil dieser großen mexikanischen Mannschaft gewesen zu sein.“
„Die rasante Zunahme von ausländischen Spielern schadet dem mexikanischen Fußball und vor allem der Nationalmannschaft. Die großen Erfolge von Guadalajara haben gezeigt, dass es auch anders geht. Insofern hat Guadalajara eine Vorbildfunktion. Ich bin nicht fremdenfeindlich, aber ich wünschte mir ein Gentleman-Agreement der Vereinsbosse, keine weiteren ausländischen Spieler zu verpflichten, um eine Verbesserung der Qualität des mexikanischen Fußballs zu erreichen. Es ist an der Zeit, dass unser Fußball endlich sein Potenzial verwirklicht.“
Jaime Gómez gab sein Länderspieldebüt am 26. Februar 1956 gegen Costa Rica (1:1) und wurde für die Fußball-Weltmeisterschaften 1958 und 1962 als einer von jeweils drei Torhütern nominiert. Obwohl Gómez ein ausgezeichneter Torsteher war, hatte er das Pech, die „ewige Nummer zwei“ hinter der mexikanischen Torwartlegende Antonio Carbajal zu sein. So kam er nur zu insgesamt acht Länderspieleinsätzen. Zu einem WM-Einsatz kam er jedoch nicht.
Gómez erlag 78-jährig am 4. Mai 2008 einer Krebserkrankung der Bauchspeicheldrüse.

## Erfolge
- Mexikanischer Meister (6): 1957, 1959, 1960, 1961, 1962, 1964
- Supercupsieger (Campeón de campeones) von Mexiko (5): 1957, 1959, 1960, 1961, 1964
- Mexikanischer Pokalsieger (1): 1963
- CONCACAF-Champions-Cup-Sieger (1):1962